# Mất cảm giác đau bẩm sinh
Mất cảm giác đau bẩm sinh (tiếng Anh: congenital insensitivity to pain - CIP hay congenital analgesia) là một dạng rối loạn bẩm sinh khiến cho người mắc không cảm nhân được cơn đau. Hội chứng này có thể gây nguy hiểm cho người bệnh, bởi họ sẽ làm cơ thể tổn thương, chảy máu, nhiễm trùng mà không nhận thức được. Hiện giới khoa học đang nghiên cứu để cứu chữa, các chuyên gia cho rằng hiện tượng này do đột biến gen di truyền gây ra.